# 불끈 쥔 주먹

그림으로 그려진 권력의 상징

불끈 쥔 주먹(clenched fist) 또는 들어올린 주먹(raised fist)은 연대의 상징이다. 또한 단결, 힘, 도전, 저항을 의미하는 경례이기도 하다. 불끈 쥔 주먹을 경례로 사용하는 용례는 고대 아시리아까지 거슬러올라간다.
아시리아인은 불끈 쥔 주먹을 들어올리는 것으로 이슈타르 여신에게 경의를 표했다. 이후 1917년 미국의 세계산업노동자연맹(IWW)이 들어올린 주먹을 로고로 사용했다. 또 1948년 멕시코의 인민시각작업장에서 이것을 혁명적 사회운동의 상징으로 쓰면서 널리 알려졌다. 이후 세계의 여러 피억압 집단이 주먹을 상징으로 사용하기 시작했다.
이하 그림첩은 들어올린 주먹이 다양한 시각적 의사소통 수단으로 사용된 사례를 보여준다. 다른 그래픽 요소들과 결합시킴으로써 주먹이 다양한 의미의 의도를 달리 가지게 된다. 예컨대 낫과 망치와 결합된 주먹은 공산주의 상징의 일종이다. 비너스 상징과 결합된 주먹은 여성주의를 의미하고, 책과 결합된 주먹은 사서를 의미한다.

## 갤러리

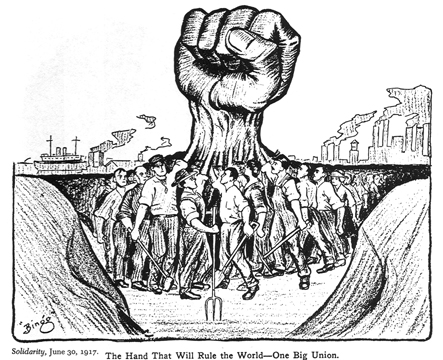
1917년 《연대》 지의 만평. 여러 사람들이 모여 만들어낸 하나의 주먹은 생디칼리슴을 의미한다.
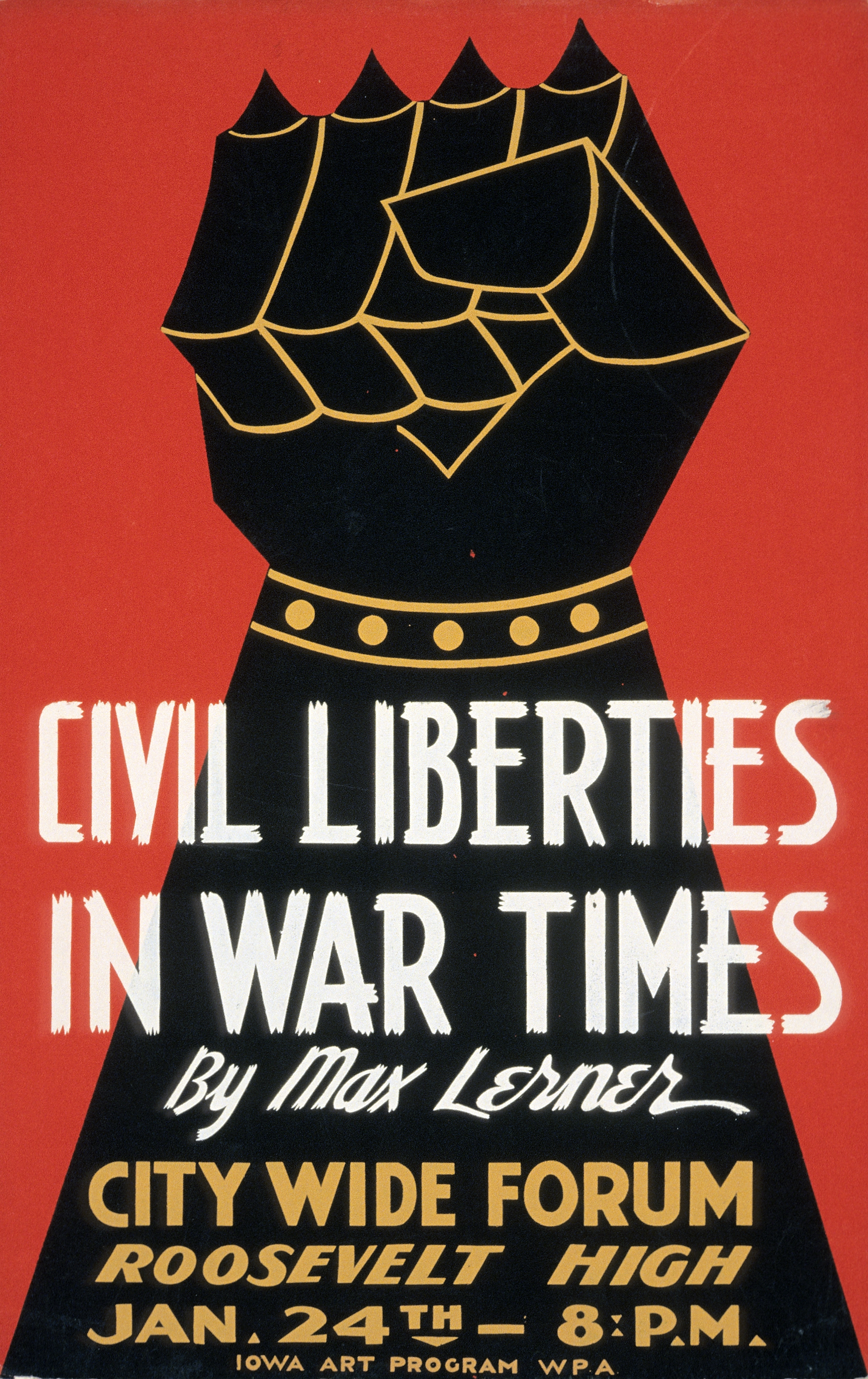
1940년 흑인민권운동 포스터
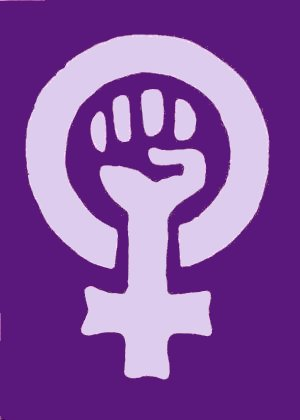
여성주의의 주먹
DRM에 반대하는 사서들
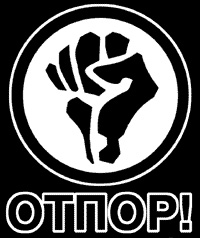
세르비아의 반정권 민주요구운동 오트포르!
이스라엘의 유대인 민족주의 극우정당 카흐의 당기

## 같이 보기
- 블랙 파워 설루트
- Black Lives Matter
- 시민 불복종